# کوولیو
کوولیو (به ایتالیایی: Cuveglio) یک کومونه در ایتالیا است که در استان وارزه واقع شده‌است.

## خصوصیات
کوولیو ۷٫۷ کیلومترمربع مساحت و ۳٬۲۲۸ نفر جمعیت دارد.